# 齋藤憲三
斎藤 憲三（さいとう けんぞう、1898年2月11日 - 1970年10月31日）は、日本の実業家・政治家。TDKの創業者で衆議院議員・科学技術政務次官を務めた。

## 経歴

### 少年時代
1898年（明治31年）斎藤宇一郎とミネの三男として、秋田県由利郡平沢村（現にかほ市）に生まれた。父の宇一郎は秋田の農業の発展に尽力し、代議士にもなった人である。憲三は地元の平沢小学校を卒業した後、本荘中学（現：秋田県立本荘高等学校）への進学を希望していたが、父の勧めにより大阪の私立学校である桃山中学（現：桃山学院高等学校）に入学した。

### 失敗の連続
1922年（大正11年）早稲田大学商学部を卒業後、農家の副業奨励のため炭焼きや養豚などの事業に取り組むが、いずれも失敗する。上京後、産業組合中央金庫（現・農林中央金庫）に入社するも飽き足らず、5年ほどで退職する。
1930年、斎藤は農家へのアンゴラウサギ飼育斡旋と兎毛の販売を目的としてアンゴラ兎興農社を設立する。1932年には衆議院議員の鷲沢与四二を社長に迎えて、兎の飼育と兎毛生産を行う東京アンゴラ兎毛株式会社を設立する。1933年、兎毛の営業活動を通じて、当時紡績業界最大手であった鐘淵紡績（現カネボウ）社長の津田信吾の知遇を得ることになった。成功するかに見えたアンゴラ兎事業であったが、コクシジウムという兎特有の伝染病が発生、さらに社長の鷲沢との対立もあり、1935年、斎藤は東京アンゴラ兎毛を退社する。

### TDK創設
東京アンゴラ兎毛退社直後、斎藤はアンゴラ兎毛繊維の脱毛防止に関する技術指導として東京工業大学電気化学研究室の小泉勝永を紹介された。既にアンゴラ兎とは縁が切れていた斎藤であったが、将来の事業のヒントを求め、1935年7月9日、東工大の小泉を訪ねた。話し合ううちに斎藤と小泉は意気投合し、斎藤が小泉に津田信吾を、小泉が齋藤に電気化学研究室教授の加藤与五郎を紹介することを約束する。（後に津田に面会した小泉は鐘紡理化学研究所の所長に抜擢された）
加藤に面会した齋藤は、「これからの日本は軽工業と重工業のどちらに重点を置くべきか」と質問した。それに対する加藤の答えは「今の日本に工業など存在しない。西洋の模倣ではなく日本人の発明を事業化しなければ真の日本の工業とはいえない」というものであった。この言葉に衝撃を受けた齋藤は、加藤の発明であるフェライトの工業化を目指す決意をする。齋藤の申し出に対し加藤は、まだフェライトに市場価値が無いので特許は無償で譲渡する、ただし事業資金として10万円を用意することという条件を出した。齋藤は津田信吾から10万円の資金援助を受け、1935年12月7日、東京電気化学工業株式会社（現TDK株式会社）を設立する。

### 政治活動
平沢町長を経て、1942年、第21回衆議院議員総選挙で翼賛政治体制協議会の推薦候補として当選して以来、通算5回当選を果たした。翼賛政治会に所属するも、次第に反東條色を強め、1945年3月には船田中・赤城宗徳・橋本欣五郎・三宅正一ら親岸信介派の議員とともに「護国同志会」結成に参加する。同年12月1日に衆議院議員を辞職。1946年に公職追放されるが、1951年に解除。1953年の第26回衆議院議員総選挙で当選し、議員に返り咲く。自由民主党では岸派→福田赳夫派に所属。科学技術庁の発足に尽力し、その初代政務次官となった。
1970年に死去。享年72。

## 逸話
落選中に森下敬一の「失われてゆく生命」に感銘して、その序文を書いてから親交を深め、衆議院科学技術振興対策特別委員会では、ガン研究をめぐる質疑中で森下の学説（いわゆる千島学説を支持するもの）を擁護する主張をした。

## 伝記

### 書籍
- 川原衛門『齊藤憲三の生涯』（財）齋藤憲三顕彰会

### テレビドラマ
- 「斎藤憲三物語～2勝98敗の男」 - 1998年10月24日、秋田放送制作のテレビドラマ。齋藤憲三役を演じたのは、藤岡弘、。

### 漫画
- 『学習まんが 夢と科学に生きた人 斎藤憲三ものがたり』（社団法人由利本荘青年会議所、1987年） - 漫画部分は秋田県出身の漫画家 美和剛が佐藤貞夫名義で執筆。